# NGC 5612
NGC 5612 este o galaxie spirală situată în constelația Pasărea Paradisului. A fost descoperită în 23 mai 1835 de către John Herschel. Se află la o distanță de 43,45 de megaparseci de Pământ.